# Franciszek Kodesch

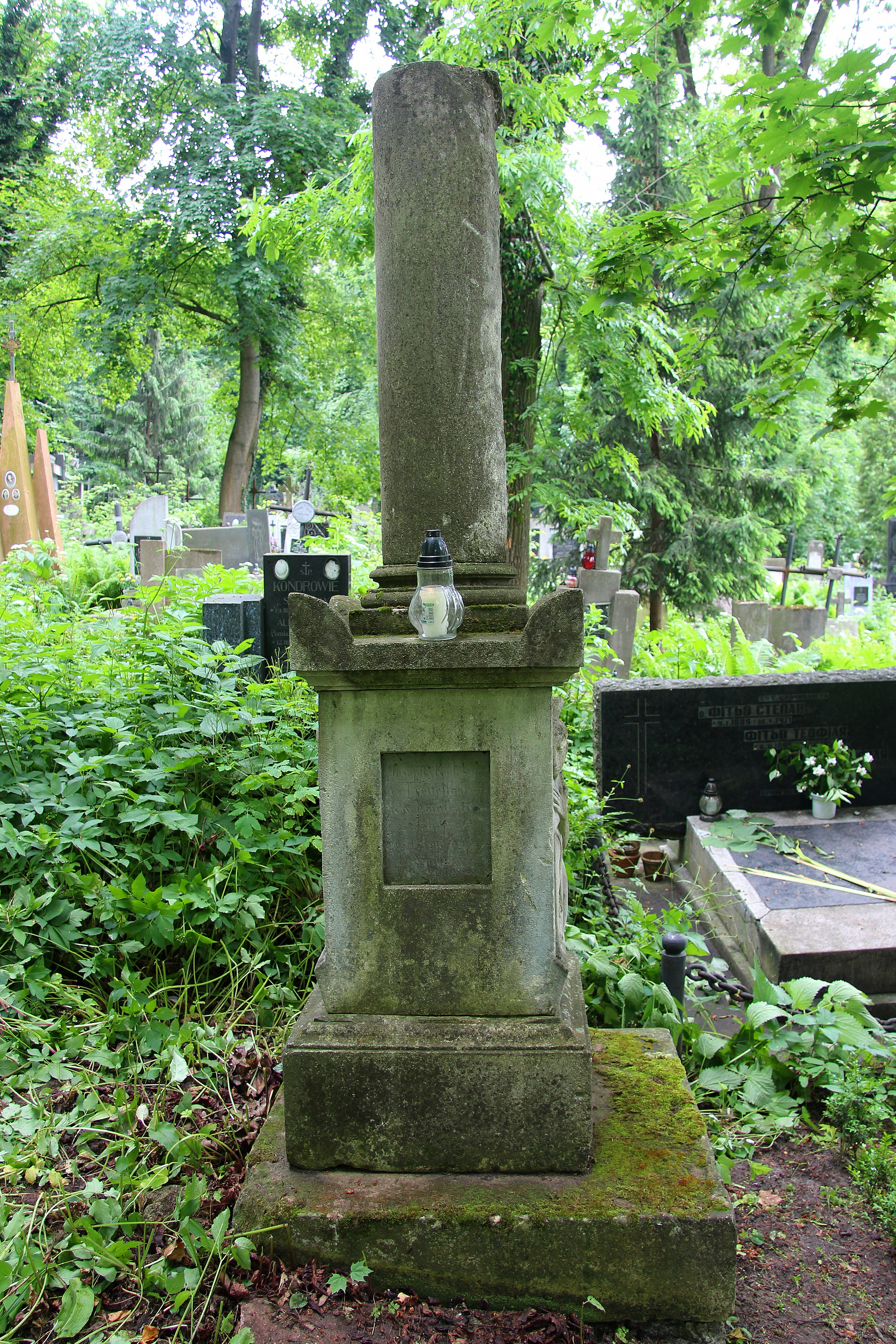
Grobowiec na lwowskim Łyczakowie

Franciszek Kodesch (ur. 3 sierpnia 1761 w Nachodzie, zm. 11 czerwca 1831 we Lwowie) – profesor matematyki czystej i stosowanej na Uniwersytecie Lwowskim, rektor Uniwersytetu Lwowskiego w latach 1804–1805, rektor Uniwersytetu Jagiellońskiego w latach 1808–1809, oraz dyrektor Liceum Lwowskiego w latach 1815–1817.

## Życiorys
Ukończył szkołę w Brnie oraz Uniwersytet Karola w Pradze. W 1824 w uznaniu zasług dla edukacji młodzieży, otrzymał tytuł szlachecki i przydomek von Treuenhorst. Pochowany został na Cmentarzu Łyczakowskim we Lwowie.